# Pritzker-prisen
Pritzker-prisen, også kaldet arkitekturens Nobel-pris, blev indstiftet i 1979 af Jay Pritzker. Den tildeles hvert år ifølge sin fundats "en nulevende arkitekt, hvis arbejde demonstrerer en kombination af sådanne kvaliteter af talent, vision og engagement som har frembragt sammenhængende og markante foræringer til menneskeheden og det fysiske miljø ved hjælp af arkitekturens kunst." Prisen, som er en af de fornemste arkitekturpriser i verden, er på 100.000 USD.

## Modtagere
Følgende arkitekter har modtaget Pritzker-prisen:
- 1979 Philip Johnson, USA
- 1980 Luis Barragán, Mexico
- 1981 James Stirling, Storbritannien
- 1982 Kevin Roche, USA
- 1983 I.M. Pei, USA
- 1984 Richard Meier, USA
- 1985 Hans Hollein, Østrig
- 1986 Gottfried Böhm, Tyskland
- 1987 Kenzo Tange, Japan
- 1988 Oscar Niemeyer, Brasilien
- 1989 Frank Gehry, USA/Canada
- 1990 Aldo Rossi, Italien
- 1991 Robert Venturi, USA
- 1992 Álvaro Siza Vieira, Portugal
- 1993 Fumihiko Maki, Japan
- 1994 Christian de Portzamparc, Frankrig
- 1995 Tadao Ando, Japan
- 1996 Rafael Moneo, Spanien
- 1997 Sverre Fehn, Norge
- 1998 Renzo Piano, Italien
- 1999 Norman Foster, Storbritannien
- 2000 Rem Koolhaas, Holland
- 2001 Jacques Herzog und Pierre de Meuron, Schweiz
- 2002 Glenn Murcutt, Australien
- 2003 Jørn Utzon, Danmark
- 2004 Zaha Hadid, Storbritannien
- 2005 Thom Mayne, USA
- 2006 Paulo Mendes da Rocha
- 2007 Richard Rogers, Storbritannien
- 2008 Jean Nouvel, Frankrig
- 2009 Peter Zumthor, Schweiz
- 2010 Kazuyo Sejima und Ryūe Nishizawa – SANAA, Japan
- 2011 Eduardo Souto de Moura, Portugal
- 2012 Wang Shu, Kina
- 2013 Toyo Ito, Japan
- 2014 Shigeru Ban, Japan
- 2015 Frei Otto, Tyskland
- 2016 Alejandro Aravena, Chile
- 2017 Rafael Aranda, Carme Pigem og Ramon Vilalta, Spanien [1]
- 2018 B.V. Doshi, Indien
- 2019 Arata Isozaki, Japan
- 2020 Yvonne Farrel og Shelley MacNamara, Irland
- 2021 Lacaton og Vassal, Frankrig
- 2022 Diébédo, Burkina Faso, og Francis Kéré, Tyskland
- 2023 Davis Chipperfield, UK
- 2024 Riken Yamamoto, Japan[2]